# Rianna Jarrett
Rianna Jarrett (Wexford, 5 luglio 1994) è una calciatrice irlandese, attaccante del London City Lionesses e della nazionale irlandese.

## Palmarès

### Club
- Campionato irlandese: 1

Wexford Youths: 2018
- Coppa d'Irlanda femminile: 1

Wexford Youths: 2018

### Individuale
- Capocannoniere del campionato irlandese: 1

2018 (27 reti)
- Team of the Season:

2018